# General Electric F414
General Electric F414 є  форсованим  турбовентиляторним двигуном потужністю 10 000  кгс (98  кН) виробництва GE Aviation. F414 походить від широковикористовуваного General Electric F404 що застосовувався у McDonnell Douglas F/A-18 Hornet. Є збільшеним та вдосконаленим для використання в Boeing F/A-18E/F Super Hornet. Цей двигун був розроблений з турбокомпресорного двигуна F412, який був запланований для використання у  A-12 Avenger II.

## Проектування та розробка

### Походження
GE перетворила F404 в турбореактивний двигун F412-GE-400 для  A-12 Avenger II. Після скасування програми A-12 Avenger II, дослідження було спрямоване на розробку двигуна Boeing F/A-18E/F Super Hornet. При створенні F414 GE не хотів ризикувати, інвестуючи у розробку нового двигуна. Тому для зниження ризиків було прийнято рішення модернізувати вже існуючий F404. Спочатку розробники передбачали, що в новому двигуні не використовуватимуться жодних матеріалів або технологій, які не використовувалися в F404.

### Подальший розвиток
F414 продовжує вдосконалюватися як завдяки внутрішнім зусиллям GE, так і федеральним програмам розвитку. До 2006 р. GE випробувала двигун Enhanced Durability Engine (EDE) з передовим ядром. EDE двигун забезпечив 15 % збільшення тяги або збільшений ресурс без збільшення тяги. Він має шестиступеневий компресор високого тиску (вниз від 7 етапів у стандарті F414) і передові турбіни високого тиску. Новий компресор повинен бути на 3 % більш ефективним. Нова турбіна високого тиску використовує нові матеріали та новий спосіб подачі охолоджувального повітря до лопатей. Ці зміни повинні підвищити потужність турбінної температури приблизно на 83 °C. У EDE покращений захист від попадання сторонніх предметів у вентилятор двигуна та є більш економічним.
До 2010 року було створено понад 1000 двигунів F414, а сумарне напрацювання всього сімейства двигунів склало понад 1 мільйон польотних годин.

## Модифікації

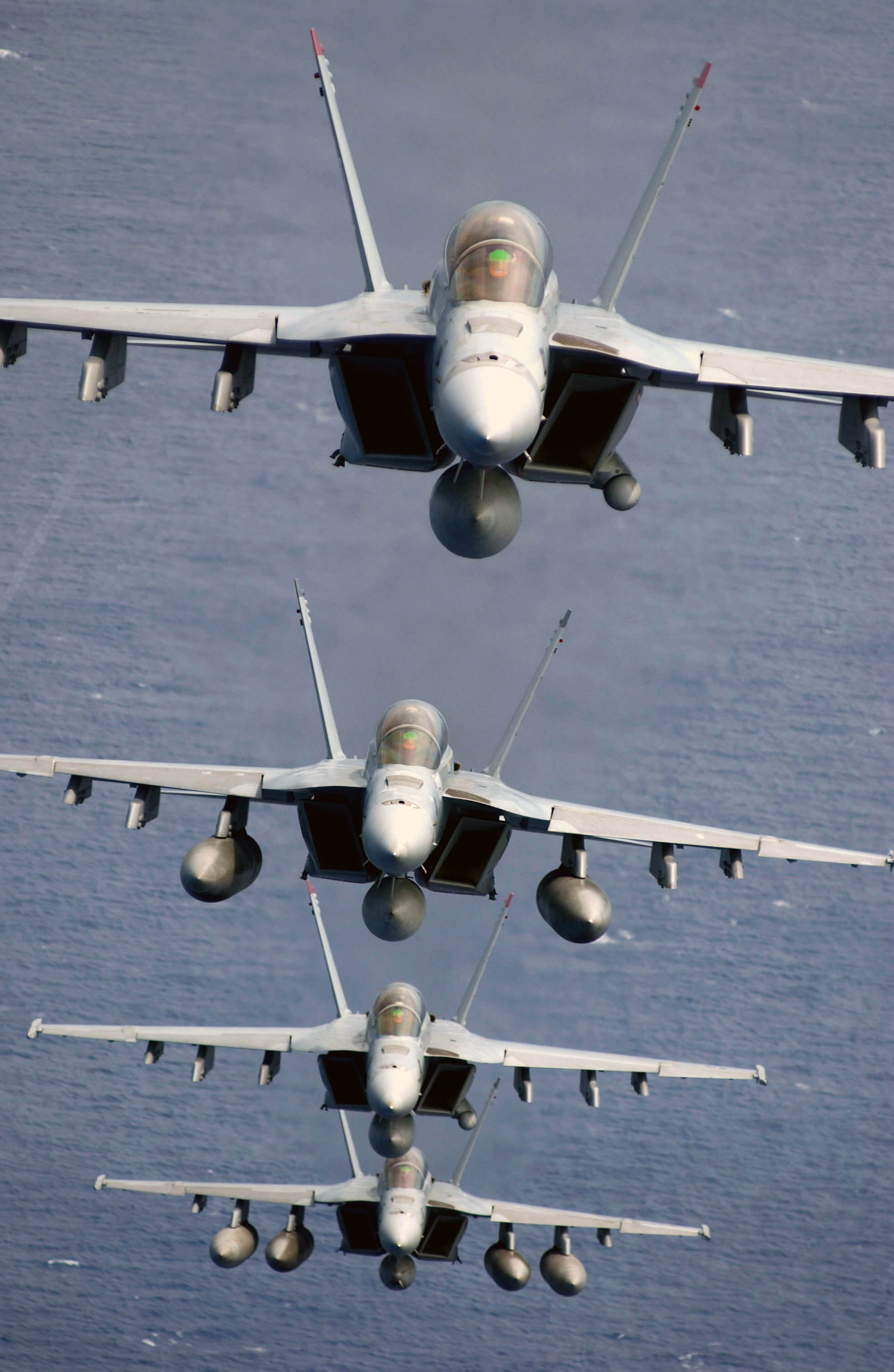
F/A-18 Super Hornets, powered by the F414-GE-400

F414-GE-400
F414-EDE
F414-EPE
F414M
F414G
F414BJ
F414-GE-INS6
F414-GE-39E
F414-KI